# Duma (pel·lícula)
Duma és una pel·lícula estatunidenca de 2005 dirigida per Carroll Ballard, basada en una novel·la de Carol Cawthra Hopcraft i Xan Hopcraft. La pel·lícula va ser un èxit de critica, però el seu resultat econòmic en la taquilla va ser deficient. Ha estat doblada al català.

## Argument
Xan és un nen que viu en un ranxo de Kenya amb els seus pares (Campbell Scott i Hope Davis). Un dia troben una cria de guepard òrfena i abandonada. Decideixen adoptar-la i li posen el nom de Duma. Però quan creix, el pare, abans de morir, decideix amb la seva esposa que el millor és viure a la ciutat i retornar l'animal al seu hàbitat natural

## Repartiment
- Alexander Michaeletos: Xan
- Eamonn Walker: Ripkuna
- Campbell Scott: Peter
- Hope Davis: Kristin
- Mary Makhatho: Thandi
- Nthabiseng Kenoshi: Lucille
- Jennifer Steyn: Tia Gwen
- Nicky Rebelo: Coach Nagy
- Garth Renecle: Hock Bender
- André Stolz: Professor de Xan
- Charlotte Savage: estudiant
- Ronald Shange: Policia
- Nadia Kretschmer: Turista #1
- John Whiteley: Turista #2
- Clive Scott: Turista #3
- Errol Ballentine: Doctor

## Crítica
"La raó per veure 'Duma' és que és una pel·lícula extraordinària, i perquè en concret els joves intel·ligents que la veuen s'hi sentiran captivats. (...) Puntuació: ★★★½ (sobre 4)"